# Brent Tremblay
Brent Francis Tremblay (* 1. November 1957 in North Bay, Ontario) ist ein ehemaliger kanadischer Eishockeyspieler, der im Verlauf seiner aktiven Karriere zwischen 1975 und 1980 unter anderem zehn Spiele für die Washington Capitals in der National Hockey League (NHL) auf der Position des Verteidigers bestritten hat. Den Großteil seiner kurzen Profikarriere verbrachte Tremblay jedoch in den Minor Leagues American Hockey League (AHL) und International Hockey League (IHL), wo er weitere 194 Partien absolvierte.

## Karriere
Tremblay spielte zunächst in der Saison 1974/75 in der unterklassigen Ontario Provincial Junior A Hockey League (OPJHL) bei den Markham Waxers in seiner Heimatprovinz Ontario. Anschließend wechselte er für den Rest seiner Juniorenzeit bis zum Sommer 1977 in die Ligue de hockey junior majeur du Québec (LHJMQ), wo er für das Franchise der Festivals bzw. Olympiques de Hull und nach einem Transfer innerhalb der Liga in der Spielzeit 1976/77 für die Draveurs de Trois-Rivières auflief. Am Ende der Spielzeit 1975/76 war er ins Second All-Star Team der West Division der Liga berufen worden. Im NHL Amateur Draft 1977 wurde der Verteidiger nach der Saison in der achten Runde an 127. Stelle von den Washington Capitals aus der National Hockey League (NHL) ausgewählt.
Im Sommer 1977 wechselte der Kanadier in den Profibereich und verbrachte die Spielzeit 1977/78 bei Washingtons Farmteams, den Port Huron Flags in der International Hockey League (IHL) und Hershey Bears in der American Hockey League (AHL). Ab dem folgenden Spieljahr lief er bis zum Sommer 1980 hauptsächlich für die Hershey Bears auf, bestritt in dem zweijährigen Zeitraum aber auch zehn Spiele für die Capitals in der NHL. Nach der Saison 1979/80 zog sich der 22-Jährige frühzeitig aus dem Profisport zurück.

## Erfolge und Auszeichnungen
- 1976 LHJMQ West Second All-Star Team

## Karrierestatistik
(Legende zur Spielerstatistik: Sp oder GP = absolvierte Spiele; T oder G = erzielte Tore; V oder A = erzielte Assists; Pkt oder Pts = erzielte Scorerpunkte; SM oder PIM = erhaltene Strafminuten; +/− = Plus/Minus-Bilanz; PP = erzielte Überzahltore; SH = erzielte Unterzahltore; GW = erzielte Siegtore; 1 Play-downs/Relegation; Kursiv: Statistik nicht vollständig)